# Sostiene Pereira (film)
Sostiene Pereira è un film del 1995 diretto da Roberto Faenza, direttamente tratto dal romanzo omonimo di Antonio Tabucchi. È stato l'ultimo film di produzione italiana che vide la partecipazione di Marcello Mastroianni.

## Trama
A Lisbona, capitale del Portogallo, nel 1938, nel pieno del periodo della dittatura di António Salazar, vive il dottor Pereira, un anziano giornalista che dirige la rubrica culturale del principale quotidiano della città, il Lisbóa. È un personaggio privo di qualsiasi ideologia politica, quieto, abitudinario, in sovrappeso e affetto da problemi cardiaci, dedito solo al lavoro, alla letteratura, in particolare quella francese, e al ricordo di sua moglie, morta di tisi qualche anno prima, al cui ritratto continua a parlare ogni giorno.
Un giorno, rimasto positivamente colpito da un saggio letto su una rivista, Pereira decide di contattarne l'autore. L'articolo è scritto da Francesco Monteiro Rossi, un giovane di origini italiane, a cui Pereira offre un posto come collaboratore alla rubrica da lui curata. Monteiro Rossi accetta e Pereira lo prende in prova, chiedendogli di scrivere dei necrologi anticipati di celebri scrittori e intellettuali ancora in vita, in modo da essere pronti per pubblicarli in caso di morte improvvisa del soggetto.
Il giovane, tuttavia, scrive una serie di necrologi particolari, come quello di Gabriele D'Annunzio, che definisce "un guerrafondaio" e di cui attacca con ferocia l'adesione al fascismo, e quello di Federico García Lorca, di cui loda la denuncia delle barbarie del regime del dittatore spagnolo Francisco Franco. Questi articoli vengono giudicati impubblicabili da Pereira, in quanto, a causa del contenuto avverso al regime salazarista, sarebbero scomodi o addirittura pericolosi. Vedendo le difficoltà del giovane, influenzato anche dallo spirito rivoluzionario della fidanzata Marta, una militante comunista, Pereira si ritrova combattuto tra il desiderio di aiutarlo e quello di non essere coinvolto in questioni politiche che teme possano causargli dei problemi.
Poco tempo dopo, Pereira conosce il dottor Cardoso, un medico di una clinica talassoterapica (dove il giornalista si reca per curare i suoi problemi di salute, riuscendo a perdere molto peso) che gli confida la sua intenzione di abbandonare il Portogallo per stabilirsi in Francia, paese ritenuto ideale di libertà. Pereira si confida con Cardoso sul senso di inquietudine che prova da tempo e questi gli espone una teoria ipotizzata da medici e psicologi francesi: la teoria della confederazione delle anime. Secondo questa teoria, ogni essere umano non ha una sola anima ma una confederazione di numerose anime su cui ne domina una, un "io egemone", ed a volte può accadere che una tra le altre anime si rafforzi a tal punto da spodestare l'io egemone e prendere il sopravvento, diventando un nuovo io egemone e determinando così una vera e propria metamorfosi: l'inquietudine di Pereira potrebbe essere quindi il preludio di un grande cambiamento. Pereira parla anche con un prete suo amico, padre Antonio, che gli confida la sua disapprovazione per l'appoggio dato a Francisco Franco dal Vaticano.
Pian piano, di conseguenza, Pereira prende coscienza del clima della nazione in cui vive e del regime che la governa, ossia le violenze, il clima di intimidazione e la pesante censura a cui è sottoposta la stampa, tutte cose a cui non aveva fino ad allora fatto caso, isolato com'era dalla vita reale, concentrato solo sui suoi ricordi, sulle sue attività e sulla paura della morte. Monteiro Rossi, dopo aver cercato rifugio nella casa di Pereira in quanto ricercato politico, viene pestato e ucciso da tre individui che si dichiarano agenti della polizia politica in casa dello stesso Pereira. Da questo delitto il protagonista trae la forza per reagire: utilizzando un trucco azzardato (chiede al dottor Cardoso di fingere di essere il capo della censura che dichiara il suo consenso quando lui gli telefonerà dalla redazione), riesce a far pubblicare sul proprio giornale un articolo di denuncia dell'omicidio e dell'oppressione esercitata dal regime, per poi fuggire dal Portogallo sotto falso nome.

## Colonna sonora
La colonna sonora del film è stata composta da Ennio Morricone e pubblicata in CD nel 1995 dall'etichetta Epic. È organizzata in 12 tracce.
| 1  | A Brisa Do Coração (La Brezza Del Cuore) | 6:49 |
| 2  | Il Simbolo                               | 6:29 |
| 3  | Vendetta                                 | 1:17 |
| 4  | Chitarre                                 | 4:50 |
| 5  | Sostiene Pereira                         | 3:40 |
| 6  | Valori Ritrovati                         | 3:56 |
| 7  | Assassinato                              | 2:53 |
| 8  | Manifestazione                           | 1:55 |
| 9  | Clandestino                              | 2:07 |
| 10 | Sostiene Pereira                         | 3:27 |
| 11 | Rotativa                                 | 4:14 |
| 12 | A Brisa Do Coração (La Brezza Del Cuore) | 6:10 |

## Riconoscimenti
- 1995 - David di Donatello
  - Miglior attore protagonista a Marcello Mastroianni
  - Candidatura per il miglior produttore a Elda Ferri
  - Candidatura per la migliore scenografia a Giantito Burchiellaro
  - Candidatura per i migliori costumi a Elisabetta Beraldo
  - Candidatura per il miglior montaggio a Ruggero Mastroianni
- 1996 - Nastro d'argento
  - Migliore scenografia a Giantito Burchiellaro
  - Candidatura come migliore attore protagonista a Marcello Mastroianni
  - Candidatura per la migliore fotografia a Marco Onorato
- 1996 - Ciak d'oro
  - Migliori costumi a Elisabetta Beraldo[2]